# Tricentra devigescens
Tricentra devigescens är en fjärilsart som beskrevs av Louis Beethoven Prout 1917. Tricentra devigescens ingår i släktet Tricentra och familjen mätare. Inga underarter finns listade i Catalogue of Life.